# Кенилуэртский приговор
Кенилуэртский приговор (англ. Dictum of Kenilworth) — выпущенный 31 октября 1266 года приговор участникам второй баронской войны со стороны короля Англии.

## Предыстория
После битвы при Льюисе 1264 года войска мятежных баронов под руководством графа Лестера Симона де Монфора разбили армию короля Генриха III и пленили его. Следующий год власть была в руках графа, но он начал терять поддержку. 4 августа 1265 года войско Монфора в битве при Ившэме было разбито принцем Эдуардом и Гилбертом де Клером, а сам он — убит.
Часть мятежников укрылась в почти неприступном Кенилуэртском замке. Летом 1266 года началась осада замка, но безуспешная. Существовали слухе о планах сына Симона де Монфора вторгнуться в Англию из Нормандии, что поддерживало боевой дух осаждённых. В этих условиях легат Оттобуоно Фиечи (будущий римский папа Адриан V) пытался уговорить монарха к большим компромиссам. В августе король созвал парламент в Кенилуэрте, над разработкой мирного договора работало ряд графов, баронов и епископов.

## Создание и содержание
В состав комиссии входило три барона и три епископа, избравшие в свой состав дополнительного епископа, двух графов и трёх баронов. В итоговый состав вошли епископы Эксетера, Бата и Уэлса, Вустера и Сент-Дейвида, графы Глостера и Херефорда, и шесть баронов. Комитету было поручено до 1 ноября создать документ, результатом стал Кенилуэртский приговор, опубликованный 31 октября 1266 года.
Упор в документе был сделан на восстановление королевской власти. Оксфордские провизии, ограничивавшие её, были отменены, и назначение министров стало полностью королевской прерогативой. Король Генрих подтвердил действие Великой хартии вольности и Лесного кодекса. Также были предприняты меры для борьбы с распространявшемся почитанием убитого Монфора, которого начинали считать мучеником и возможным святым.
Мятежники ранее успели полностью лишиться своих владений, перешедших к королю. Приговор продлевал срок прощения и возвращал землю предыдущим владельцам после уплаты штрафа, размер которого зависел от вовлечённости в восстание. В то время цена земли оценивалась доходом от её использования за десять лет, и большая часть повстанцев была вынуждена уплатить половину от этой суммы.
Роберт де Феррерс был признан одним из главных участников восстания, и обязывался выплатить годовой доход за семь лет. То же самое касалось Генри Гастингса, командующего гарнизоном Кенилуэртского замка. Не принимавшие участия в сражениях, но подстрекавшие к восстанию, были обязаны уплатить доход за два года, в то время как участники сражений и игравшие минимальную роль в мятеже — за один год. Часть штрафов шла на поощрение королевских сторонников, некоторые из которых до этого получили часть земель повстанцев, которые теперь были вынуждены отдать.

## Последствия
Боевые действия не окончились после выпуска документа. Гарнизон Кенилуэрта отказался сложить оружие, и замок был захвачен только 14 декабря благодаря сдаче гарнизона из-за голода и болезней. В апреле 1267 года граф Глостер, сыгравший решающую роль в битве при Ившэме, выступил против короля. Он занял Лондон и провозгласил себя защитником обездоленных. После переговоров с участием Эдуарда и Оттобуоно к июню было достигнуто соглашение. Граф продавил изменение Кенилуэрсткого приговора, позволившего лишённым земель сначала возвратить их в собственность, а потом уплатить штраф (а не наоборот, как было изначально). Летом Эдуард прибыл в контролируемый мятежниками остров Или в Кембриджшире, где убедил их к сдаче на выгодных им условиях.
В ноябре 1267 года парламент собрался в городе Мальборо, где был принят Статут Мальборо. Документ включал в себя положения Кенилуэртского приговора, Оксфордских и Вестминстерских постановлений, и был посвящён восстановлению института королевской власти и примирения роялистов и мятежников. Этот статут стал основой для королевской власти и её отношений с другими субъектами, в чём и была его роль в английской конституциональной истории.
Умиротворение и примирение с момента принятия документа продлилось на оставшееся царствование Генриха и вплоть до 1290-х годов. В 1270 году принц Эдуард отправился в крестовый поход в Святую землю. Его отец умер в 1272 году, и сын, выждав время из-за опасений в безопасности, только в 1274 году вернулся на родину.

## Вторичная литература
- Altschul, M. (1965), A Baronial Family in Medieval England: The Clares, 1217—1314, Baltimore, Johns Hopkins Press.
- Brand, P.A. (2003), Kings, Barons and Justices: The Making and Enforcement of Legislation in Thirteenth-Century England, Cambridge: Cambridge University Press. ISBN 0-521-37246-1.
- Carpenter, D.A. (1996), The Reign of Henry III, London: Hambledon. ISBN 1-85285-070-1.
- Denholm-Young, N. (1947), Richard of Cornwall, Oxford: Blackwell.
- Jacob, E.F. (1925), Studies in the Period of Baronial Reform and Rebellion, 1258—1267, Oxford, Clarendon Press.
- Knowles, C.H. (1982), «The resettlement of England after the Barons' War», Transactions of the Royal Historical Society, 5th ser. 32.
- Knowles, C.H. (1986), «Provision for the families of the Montfortians disinherited after the Battle of Evesham», in P.R. Coss and S.D. Lloyd (eds.) Thirteenth Century England I, Woodbridge: Boydell.
- Lewis, A. (1939), «Roger Leyburn and the Pacification of England, 1265-7», English Historical Review, 54.
- Lloyd, T.H. (1986), «Gilbert de Clare, Richard of Cornwall and the Lord Edward’s Crusade», Nottingham Medieval Studies, 31.
- Maddicott, J.R. (1986), «Edward I and the lessons of baronial reform: local government, 1258-80», in P.R. Coss and S.D. Lloyd (eds.) Thirteenth Century England I, Woodbridge: Boydell.
- Treharne, R.F. (1932), The Baronial Plan of Reform, Manchester: Manchester University Press.